# エールフランス66便エンジン爆発事故
エールフランス66便エンジン爆発事故（エールフランス66びんエンジンばくはつじこ）は、2017年9月30日にパリのシャルル・ド・ゴール空港を発ってロサンゼルス国際空港に向かっていた国際定期旅客便エールフランス66便（AF066、エアバスA380-861）のエンジンが飛行中に爆発し緊急着陸した事故である。
エアバス A380の飛行中にエンジンが爆発したという点で2010年に起きたカンタス航空32便の事故と類似しているが、32便のエンジンはロールス・ロイス トレント970であった。

## 事故機
事故機のエアバスA380-861 (登録番号: F-HPJE) は、2011年5月17日にエールフランスに納入された。爆発したエンジンは、製造後3,527サイクル運転されていた。

## 緊急着陸まで
66便はパリを離陸してロサンゼルスに向かってグリーンランド上空を飛行していたが、グリーンランドのパーミュートから南東150キロメートル地点で突如、第4エンジン (一番右端のエンジン）が爆発、ファンハブとインテークが吹き飛んだ。66便はUTC 15時42分（現地時間12時42分）にカナダのグースベイ空港に緊急着陸した。エンジン・アライアンス GP7000の爆発原因は現時点では不明とされている。エールフランスは、「4基のエンジンのうち1基が深刻な損傷を受けた」と発表した。
497人の乗客と24人の乗員には怪我はなかった。グースベイ空港は軍民共用で、66便の500人以上もの乗員・乗客に対応できる設備もなかったため、乗客は代替機が到着するまでA380から降りることはできなかった。代替機は1機で対応可能な自社機はなく自社777-300ERとチャーター機737で対応し翌10月1日朝に到着し、ウィニペグに着陸した後にロサンゼルスに向かった。
破損したエンジンの写真やビデオは、乗客などがソーシャルメディアに投稿したほか、緊急着陸の様子をとらえた動画も撮影された。

## 事故調査
エールフランスは、エンジン故障の原因を特定するためフランス航空事故調査局（BEA）、エアバス、エールフランスが調査にあたると発表した。カナダ運輸安全委員会（CTSB）はカナダで発生した航空事故を調査する責任を有するが、故障そのものはグリーンランド上空で発生したことから、デンマーク事故調査委員会が調査を統括することになった。
2017年10月3日、デンマーク航空当局は調査をBEAに委任した。デンマーク、アメリカ、カナダの調査官が調査に参加した。エアバス、エールフランスとエンジン・アライアンス（ゼネラル・エレクトリックとプラット・アンド・ホイットニーの合弁会社）の責任者もグースベイに向かった。最初の調査では、飛行中にエンジンのファンハブが外れ、空気吸入口がそれに引きずられて壊れたことが分かった。6日後には事故機のエンジンの破片がグリーンランドで回収された。
BEAは「機体の破片、特にファンハブの断片が見つかるかどうかが調査の鍵となる」として合成開口レーダーを搭載したダッソー ファルコン 20を投入して捜索にあたったが、2019年5月になってようやく発見した。

## 事故後
10月12日、連邦航空局（FAA）は、エンジン・アライアンスGP7270、GP7272、GP7277に対して緊急耐空性改善通報（EAD）を発行した。EADでは、エンジンの運用サイクル数に応じて、2-8週間のタイムスケールでファンハブを目視検査することが勧告された。さらに2018年6月にはGP7200のファンハブに対して渦電流探傷試験を行って、ファンブレードを取り付けるスロットにクラックが生じていないか確認することを勧告する耐空性改善通報を発行した。
一方、事故機の修理にあたって、エールフランスは重量とバランスの観点から破損したエンジンをそのまま残し、残る3発のエンジンで飛行させてヨーロッパに戻す計画を発表したが、実施されなかった。こういった特殊な運用を行うには特別な手順が必要であり、乗員によるリハーサルを行わなければならないからである。結局、破損したエンジンを交換し、4発とも稼働させてパリまで飛行させることになった。交換用エンジンがグースベイ空港に送られ、破損したエンジンは取り外した上でゼネラル・エレクトリックによる検査のため11月23-25日にかけてイギリスのイースト・ミッドランズ空港に運ばれた。
その後、事故機は2017年12月6日にエールフランス371V便としてグースベイ空港からシャルル・ド・ゴール空港へ回送された。